# Бачумовське сільське поселення
Бачу́мовське сільське поселення (рос. Бачумовское сельское поселение) — муніципальне утворення у складі Ярського району Удмуртії, Росія. Адміністративний центр — присілок Бачумово.

## Історія
Поселення утворене 28 березня 1924 року як Бачумовська сільська рада Єловської волості Глазовського повіту Вотської АО.

## Географія
Площа поселення — 132,12 км², більшість — під сільським господарством, у приватному володінні 2,04 км².

## Господарство
Через поселення проходить маршрут автобуса Яр-Зюїно, який робить зупинки в присілках Шобоково, Юдчино і Тарасово (ходить 5 разів на тиждень). Телефонізовано 6 населених пунктів, у 2 присілках є доступ до Інтернету.
В поселенні діє сільськогосподарське підприємство СПК «Прогрес» та 3 фермерських господарства. Збір зернових становить 18 ц/га, 2010 року було зібрано 3,6 млн т. В поселенні розводять велику рогату худобу (1723 голови, з них 610 корів), свиней (360), коней (16). Виробництво м'яса (200 т, з них свинина 20 ц), молока (всього 2,8 млн л, від 1 корови 4676 л).
У поселенні діють: 2 дитячих садки, 2 школи, 2 бібліотеки, 2 клуби, 2 фельдшерсько-акушерських пункти.

## Населення
Населення — 629 осіб (2017; 663 у 2015, 726 в 2012, 737 в 2010, 948 у 2002).
У віковій структурі населення 14 % пенсіонерів, 21 % дітей та 34 % працездатного населення. Національний склад: удмурти — 80,83 %, росіяни — 13,14 %, румуни — 0,71 %, бесерм'яни — 0,26 %.

## Склад
До складу поселення входять такі населені пункти:
| Населений пункт           | Населення, осіб (2002) | Населення, осіб (2010) | Населення, осіб (2012) |
| ------------------------- | ---------------------- | ---------------------- | ---------------------- |
| Бачумово, присілок        | 383                    | 319                    | 316                    |
| Володино, присілок        | 5                      | -                      | -                      |
| Дома 1109 км, без статусу | 20                     | 4                      | 3                      |
| Дома 1113 км, без статусу | 10                     | 12                     | 12                     |
| Дома 1116 км, без статусу | 12                     | 6                      | 6                      |
| Дома 1120 км, без статусу | 5                      | 10                     | 12                     |
| Лумпа, присілок           | 15                     | 4                      | 2                      |
| Нижня Сада, присілок      | 38                     | 16                     | 14                     |
| Сада, село                | 35                     | 17                     | 15                     |
| Тарасово, присілок        | 19                     | 4                      | 4                      |
| Шобоково, присілок        | 29                     | 30                     | 29                     |
| Юберки, присілок          | 52                     | 14                     | 13                     |
| Юдчино, присілок          | 325                    | 301                    | 300                    |